# Paula Kravogl

Paula Kravogl, Porträtphoto aus ihrem Buch Jungmädchenjahre

Paula Kravogl (* 22. Dezember 1856 in Brixen, Kaisertum Österreich; † 21. August 1916 in Mals) war eine österreichische Schriftstellerin.

## Leben
Paula Kravogl war die Nichte des Malers und Lithographen Johann Nepomuk Kravogl und die Cousine des Erfinders Johann Kravogl. Sie wuchs in Brixen und bei ihren Großeltern in Mals auf. Sie besuchte die Lehrerinnenbildungsanstalt in Innsbruck, an der sie 1876 die Reifeprüfung ablegte, und unterrichtete anschließend einige Zeit an der Volksschule der Ursulinen in Innsbruck. An der Schule des Musikvereins lernte sie bei Josef Pembaur Klavier und Zither. Als Mitarbeiterin der Frauenzeitung des Allgemeinen Tiroler Anzeigers war sie schriftstellerisch tätig. 1903 kehrte sie nach Mals zurück, um ihre Mutter zu betreuen. In ihren posthum veröffentlichten Erinnerungen Jungmädchenjahre zeichnet sie romanartig Miniaturbilder aus dem Innsbruck der 1860er und 1870er Jahre und schildert alte Stadtoriginale.

## Werk
- Jungmädchenjahre. Erinnerungen. Tyrolia, Innsbruck 1917